# Контрольна карта

Контрольна карта Шухарта. Контрольні границі — коридор, всередині якого лежать значення при стабільному стані процесу. Контрольні кордону розраховуються за формулами, жорстко прив'язаним до типу карти. Ці межі обчислюються за даними про процес, і ніяк не пов'язані з допусками. CL — центральна лінія (зазвичай середнє значення або медіана по деякому обсягу даних). LCL — нижня контрольна межа. UCL — верхня контрольна межа

Контро́льна ка́рта — графік зміни параметрів вибірки, зазвичай середнього значення, розмаху або стандартного відхилу.
Один з семи основних інструментів вимірювання, оцінювання, контролю та покращення якості виробничих процесів, що входять до «родини інструментів контролю якості»[джерело?]:
1. контрольна карта
2. діаграма Парето
3. гістограма
4. контрольний аркуш
5. діаграма Ішикави
6. розшарування (стратифікація)
7. діаграма розсіювання

Розрізняють контрольну карту для кількісних і якісних ознак. Мета побудови контрольної карти — виявлення точок виходу процесу із стійкого стану для подальшого встановлення причин відхилення і його усунення.
Завдання побудови КК:
- визначити можливості процесу
- визначити точки флуктуації
- спрогнозувати якість процесу.

Параметр вихідного процесу завжди має мінливість унаслідок дії різних шумів (малих короткочасних відхилень входів і внутрішніх параметрів). Чинників слабких (малих) шумів зазвичай багато, і тому вони частково компенсують один одного. Внаслідок цього в стійкому стані виходи процесу лежать в певному коридорі. Імовірність виходу параметра за межі коридору під дією тільки шумів мала.
Якщо довести вплив окремого чинника шумів на відхилення виходу з необхідною імовірністю не можливо, то цей чинник називають незначущим.
Застосування: деякі слабкі чинники шумів стають значущими при великій вибірці, але при цьому їх вплив все одно буде дуже малим, оскільки тих чинників, що викликають шуми багато.
Практичний інтерес становлять великі відхилення вихідного параметра, що перевищують звичайну його мінливість. Зазвичай великі відхилення є значущими.
Величину називають статистично значущою, якщо мала імовірність чисто випадкового виникнення її або ще більш крайніх величин.
При введенні контрольної карти в організації важливо визначити першочергові проблеми і використовувати карту там, де вона найнеобхідніша. Сигнали про проблеми можуть виходити від систем управління витратами, претензій споживачів тощо.
Контрольна карта вперше введена в 1924 році У. Шухартом з метою виключення відхилень, викликаних не випадковими причинами, а при порушенні процесу обробки деталей (технології обробки).